# Viehofen
Der Ort Viehofen liegt in Niederösterreich an der Westseite der Traisen zwischen St. Pölten und Radlberg und ist ein Stadtteil von St. Pölten.
An Viehofen grenzen die Stadtteile Radlberg, Ratzersdorf, Wagram und St. Pölten, im Westen grenzt die Gemeinde an Obritzberg-Rust und Karlstetten.

## Name
Die Endung -hofen deutet auf ein sehr hohes Alter hin.
Der Name Viehofen entstand entweder aus Viele Höfe oder aus Viehof.

## Geschichte
Auf eine erste Besiedlung um das Jahr 750 v. Chr. deuten in Ragelsdorf entdeckte archäologische Funde hin.
Vermutlich gehörte Viehofen zu einer alten Königssiedlung, bevor es 823 von Karl dem Großen an das Passauer Bistum gelangte.
Erste Erwähnung findet der Ort 1130 als Vihofen, das Schloss wurde erstmals 1170 erwähnt, als das Bistum als Eigentümer bestätigt wurde.
In den Jahren 1805 und 1809 wurde Viehofen von Napoleons Truppen geplündert, die auch das Schloss als Lazarett nutzten.
1810 wurde die erste Schule in einem Gasthaus abgehalten, ein eigenes Gebäude wurde 1878 eröffnet.
Ab dem frühen 19. Jahrhundert wurde Viehofen eines der Industriezentren der heutigen Stadt St. Pölten. Am Gelände der von 1804 bis 1858 bestehenden k. k. priv. Spiegelfabrik wurde 1867 die Spitzen- und Bobinet- und Vorhänge-Fabrik F. Austin gegründet und bestand bis 1930.
In den Jahren nach 1885 folgte ein wirtschaftlicher Aufschwung, unter anderem durch die Eröffnung der Eisenbahn und die Traisenregulierung. So wurde die erste Kirche 1898 fertiggestellt.
Per 1. Januar 1923 wurde Viehofen der Stadt St. Pölten eingemeindet, Ragelsdorf (mit Weitern, bis 1961: Weidern), das eigenständige Gemeinde wurde, folgte 1969.

## Politik
Als Katastralgemeinde von St. Pölten hat Viehofen keinen eigenen Gemeinderat, die Bürgermeister vor 1922 finden sich in der Liste der Bürgermeister von St. Pölten.

## Wirtschaft

### Ansässige Unternehmen
In Viehofen befinden sich die Einkaufszentren Traisenpark und Traisencenter.
Weiters beherbergt der Stadtteil eine Filiale von Forstinger und diverse Autohändler.

### Altlasten
Zwischen 1930 und 1990 wurden östlich des ehemaligen Betriebsstandortes der Glanzstoff Austria im Augebiet der Traisen, der „Traisenau“, auf einer Fläche von 65.000 m² Abfälle abgelagert. Der Großteil dieser Ablagerungen weist geringe Verunreinigungen auf und von diesen geht kaum Gefahr für das Grundwasser aus. Am östlichen Rand sind aber Ablagerungen im Umfang von etwa 24.000 m³ vorhanden, die im Grundwasser zeitweise hohe Verunreinigungen mit Mineralölkohlenwasserstoffen und Metallen verursachten, womit diese eine erhebliche Gefahr für die Umwelt darstellen.

## Öffentliche Einrichtungen
In Viehofen befinden sich zwei Volksschulen und eine Hauptschule sowie drei Kindergärten.

## Kultur und Sehenswürdigkeiten

### Schloss Viehofen
Das Viehofner Schloss wurde 1170 erstmals erwähnt und verfiel nach Zerstörungen im und nach dem Zweiten Weltkrieg zusehends. So war 1990 das Dach eingestürzt. Erst in den letzten Jahren wird es wieder gepflegt und saniert.

## Persönlichkeiten
- Josef Heiden (1907–1949), Funktionshäftling im KZ Dachau